# St. Marien (Heyerode)

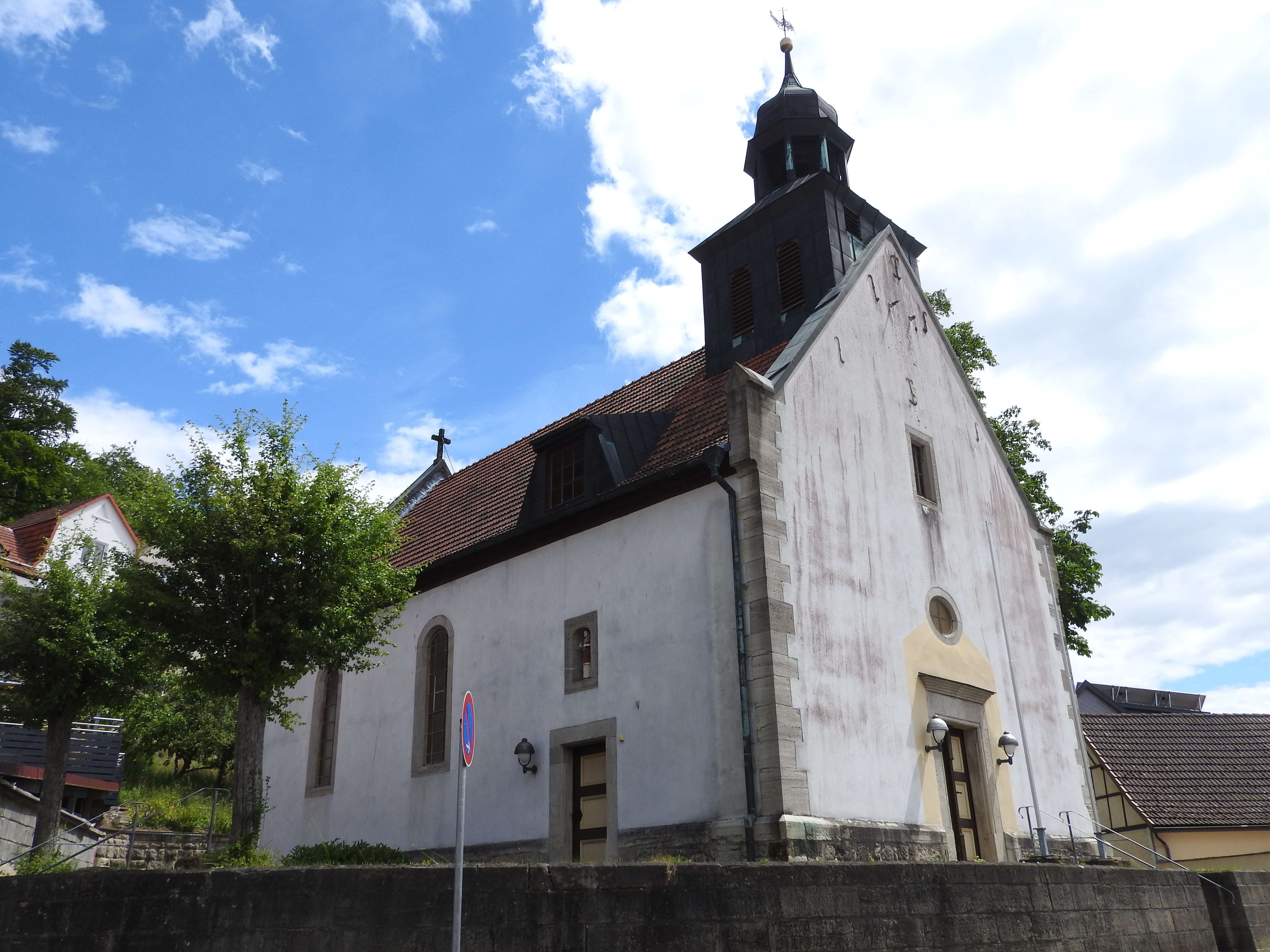
Heyerode, St. Marien

Die römisch-katholische Filialkirche St. Marien steht in Heyerode, einem Ortsteil der Landgemeinde Südeichsfeld im Unstrut-Hainich-Kreis in Thüringen. Sie ist Filialkirche der Pfarrei St. Cyriakus Heyerode im Dekanat Dingelstädt des Bistums Erfurt. Sie trägt das Patrozinium der heiligen Maria Muttergottes.

## Lage
Die Kirche befindet sich in der Zittelstraße 6 in Heyerode.

## Architektur
Die verputzte Saalkirche ist mit einem Satteldach bedeckt, aus dem sich ein Dachreiter erhebt, der eine offene Laterne trägt. Sie hat einen dreiseitig abgeschlossenen Chor. Erbaut wurde sie 1719. Der Innenraum ist mit einem barocken Altar ausgestattet. Im Eingangsbereich befinden sich doppelstöckige Emporen, auf der oberen steht die Orgel.